# Muriel Huster
Pour les articles homonymes, voir Huster.
Muriel Huster, est une écrivaine, actrice et photographe française.
Sœur de Francis Huster, elle est l'auteur des paroles de La Chanson du loubard en 1977 pour l’album Laisse béton de Renaud. Elle fut également actrice et photographe d'artistes, dont le groupe Magma ou Michel Jonasz.
Avec Anne de la Celle, Anne et Jean-Paul Ribes, elle fonda en 1987 le Comité de soutien au peuple tibétain.

## Filmographie
- 1974 : Messieurs les jurés : L'Affaire Savigné-Montorey de Pierre Nivollet
- 1975 - C'est dur pour tout le monde de Christian Gion
- 1975 - Lumière   (Scene di un'amicizia tra donne) de Jeanne Moreau
- 1995 - Douce France de Malik Chibane

## Publications
- Huster, Éditions du Pont Neuf, 1985
- Michel Jonasz, Éditions du Pont Neuf, 1985
- Renaud des Gavroches, Marc Large et Nicolas Traparic, Éditions La Lauze, préfaces de Muriel Huster et Christian Laborde, 2009[1]